# Herbert Grönemeyer
Herbert Arthur Wiglev Clamor Grönemeyer (Göttingen, 12 de abril de 1956) é um músico alemão.
Começou no cinema como um correspondente de guerra chamado Lieutenant Werner no filme Das Boot de Wolfgang Petersen, mas depois decidiu seguir sua carreira como músico.
Seu quinto álbum 4630 Bochum (1984) bateu recorde de vendagens, como o disco em alemão mais vendido da história.
Se tornou mais conhecido no mundo após sua performance durante a abertura da Copa do Mundo FIFA de 2006 na Alemanha, com a música tema dos jogos Celebrate the Day.

## Discografia

### Álbuns
- 1978 — Ocean Orchestra
- 1979 — Grönemeyer
- 1980 — Zwo
- 1982 — Total egal
- 1983 — Gemischte Gefühle
- 1984 — 4630 Bochum
- 1986 — Sprünge
- 1988 — Ö
- 1988 — What's all this
- 1990 — Luxus
- 1991 — Luxus (Inglês)
- 1992 — So gut
- 1993 — Chaos
- 1994 — Cosmic Chaos
- 1995 — Unplugged
- 1995 — Live
- 1996 — Chaos (Inglês)
- 1998 — Bleibt alles anders
- 2000 — Stand der Dinge (DVD/CD)
- 2002 — Mensch
- 2003 — Mensch live (DVD duplo)
- 2006 — "Zeit, dass sich was dreht" / "Celebrate the day" (Hino Oficial da Copa do Mundo FIFA de 2006) (Maxi CD)
- 2007 — 12

### Colaboração com outros artistas
- 1985 — Nackt im Wind (Single) por Band for Africa (com Nena, Udo Lindenberg, Peter Maffay, Rio Reiser, Wolfgang Niedecken e outros)
- 1996 — Uebers Meer (Álbum: Tribute to Rio Reiser)
- 2003 — Taxi Europa (Álbum: Taxi Europa) by Stephan Eicher
- 2004 — Everlasting (Álbum: Unity - Atenas 2004) com Youssou N'Dour
- 2005 — Einmal nur in unserem Leben (Álbum: Dreimal Zehn Jahre BAP) pela banda alemã BAP.
- 2006 — Grauschleier (Álbum: 26 1/2) por Fehlfarben
- 2006 — Zeit dass sich was dreht / Celebrate the day / Fetez cette journee (Single) com Amadou e Marjam
- 2007 — Einfach sein (Álbum: Fornika) por Die Fantastischen Vier

## Filmografia
- 1976 — Die Geisel (dirigido por Peter Zadek)
- 1978 — Von Tag zu Tag (dirigido por Ulrich Stein)
- 1978 — Uns reicht das nicht (dirigido por Juergen Flimm)
- 1979 — Daheim unter Fremden (dirigido por Peter Keglevic)
- 1981 — Das Boot (dirigido por Wolfgang Petersen)
- 1982 — Doktor Faustus (dirigido por Franz Seitz)
- 1982 — Frühlingssinfonie (dirigido por Peter Schamoni)
- 1984 — Die ewigen Gefühle (dirigido por Peter Beauvais)
- 1985 — Väter und Söhne (dirigido por Bernhard Sinkel)
- 2007 — Control (dirigido por Anton Corbijn)